# Mont-Louis
Mont-Louis (em catalão:  Montlluís ou el Vilar d'Ovança) é uma comuna francesa na região administrativa da Occitânia, no departamento dos Pirenéus Orientais. Estende-se por uma área de 0.39 km², com 149 habitantes, segundo o censo de 2018, com uma densidade de 380 hab/km².